# Rafik Bacha
Rafik Bacha, né le 4 décembre 1989 à Kélibia, est un handballeur tunisien occupant le poste d'ailier gauche au Club africain et en équipe nationale tunisienne.

## Palmarès

### Sélection nationale
- Finaliste des Jeux méditerranéens en 2018
- Vainqueur du championnat d'Afrique en 2018
- Participation au tournoi international Séoul Cup en 2017
- Participation à la coupe des quatre nations en 2017

### En clubs
Compétitions internationales
- Finaliste de la coupe d'Afrique des vainqueurs de coupe en 2013 avec l'Association sportive d'Hammamet

Compétitions nationales
- Vainqueur de la coupe de Tunisie en 2016
- Finaliste de la coupe de Tunisie en 2017
- Vainqueur du championnat de Tunisie junior en 2009

### Distinctions individuelles
- Élu meilleur ailier gauche du championnat d'Afrique des nations 2018